# Mégan Laurent
Mégan Laurent (24 maart 1992) is een Belgisch voetballer die bij voorkeur als middenvelder speelt. Sinds 2020 speelt hij voor Jeunesse Esch.
Hij is de zoon van voormalig voetballer André Laurent.

## Carrière
In 2012 ging Laurent vanuit de B-kern van Sporting Charleroi naar toenmalig derdeklasser Racing Mechelen. In zijn tweede seizoen bij de club werd Mechelen kampioen in zijn reeks en dwong zo de promotie af naar de tweede klasse. Ondanks de promotie koos Laurent ervoor om bij RAEC Mons te gaan spelen, op dat ogenblik ook een tweedeklasser. Uiteindelijk zou hij hier slechts één seizoen verblijven, de club ging aan het einde van het seizoen in vereffening. Na een passage van twee seizoenen bij AFC Tubize trok hij in 2017 naar Lierse SK. Ook hier duurde zijn verblijf slechts één seizoen, net als Mons ging ook Lierse na het eerste seizoen van Laurent bij de club in vereffening. Hij werd nadien binnengehaald door KAS Eupen, wat hem meteen voor het eerst in de hoogste afdeling van het Belgische voetbal bracht.

## Clubstatistieken
| Seizoen | Club            | Competitie      | Competitie | Competitie | Beker | Beker | Internationaal | Internationaal | Totaal | Totaal |
| Seizoen | Club            | Competitie      | Wed.       | Dlp.       | Wed.  | Dlp.  | Wed.           | Dlp.           | Wed.   | Dlp.   |
| ------- | --------------- | --------------- | ---------- | ---------- | ----- | ----- | -------------- | -------------- | ------ | ------ |
| 2012/13 | Racing Mechelen | Derde klasse A  | 37         | 7          | 2     | 1     | —              | —              | 39     | 8      |
| 2013/14 | Racing Mechelen | Derde klasse A  | 32         | 9          | 3     | 1     | —              | —              | 35     | 10     |
| 2014/15 | RAEC Mons       | Tweede klasse   | 26         | 5          | 2     | 0     | —              | —              | 28     | 5      |
| 2015/16 | AFC Tubize      | Tweede klasse   | 29         | 9          | 1     | 0     | —              | —              | 30     | 9      |
| 2016/17 | AFC Tubize      | Eerste klasse B | 23         | 5          | 3     | 0     | —              | —              | 26     | 5      |
| 2017/18 | Lierse SK       | Eerste klasse B | 31         | 4          | 1     | 1     | —              | —              | 32     | 5      |
| 2018/19 | KAS Eupen       | Eerste klasse A | 10         | 0          | 3     | 1     | —              | —              | 13     | 1      |
| 2019/20 | KAS Eupen       | Eerste klasse A | 4          | 0          | 1     | 0     | —              | —              | 5      | 0      |
| 2020/21 | Jeunesse Esch   | BGL Ligue       | 8          | 1          | 0     | 0     | —              | —              | 8      | 1      |
| Totaal  | Totaal          | Totaal          | 200        | 40         | 16    | 4     | 0              | 0              | 216    | 44     |